# Роберт Джон Берк
Роберт Джон Берк (англ. Robert John Burke; 12 вересня 1960) — американський актор. Найбільш відомий за головними ролями у фільмах «Пиловий диявол» (1992), «Робокоп 3» (1993) та «Той, що худне» (1996).

## Раннє життя та освіта
Берк народився у Вашингтон-Гайтс, Мангеттен, у родині іммігрантів з Голуея, Ірландія. Він закінчив Нортпортську середню школу і навчався в консерваторії акторської майстерності при Університеті штату Нью-Йорк у Перчейзі.

## Фільмографія

### Кінофільми
| Рік  |   | Українська назва                | Оригінальна назва               | Роль                   |
| ---- | - | ------------------------------- | ------------------------------- | ---------------------- |
| 1989 | ф |                                 | The Unbelievable Truth          | Джош                   |
| 1991 | ф |                                 | Rambling Rose                   | Дейв Вілкі             |
| 1992 | ф | Пиловий диявол                  | Dust Devil                      | Пиловий диявол         |
| 1992 | ф |                                 | Simple Men                      | Білл Маккейб           |
| 1993 | ф | У полоні пісків                 | A Far Off Place                 | Пол Паркер             |
| 1993 | ф | Робот-поліцейський 3            | RoboCop 3                       | Робокоп                |
| 1993 | ф | Тумстоун                        | Tombstone                       | Френк МакЛорі          |
| 1995 | ф |                                 | Flirt                           | чоловік                |
| 1995 | ф |                                 | Killer: A Journal of Murder     | Грайзер                |
| 1996 | ф | Якщо Люсі впаде                 | Thinner                         | красунчик              |
| 1996 | ф | Втікачі                         | Fled                            | Пет Шиллер             |
| 1996 | ф | Той, що худне                   | Thinner                         | Біллі Геллек           |
| 1997 | ф | Поліцейські                     | Cop Land                        | офіцер Бі              |
| 1997 | ф |                                 | First Love, Last Rites          | Генрі                  |
| 1998 | ф |                                 | Somewhere in the City           | Френкі                 |
| 2001 | ф |                                 | No Such Thing                   | монст                  |
| 2002 | ф | Сповідь небезпечної людини      | Confessions of a Dangerous Mind | інструктор Дженкінс    |
| 2004 | ф | У шоу тільки дівчата            | Connie and Carla                | Руді                   |
| 2004 | ф |                                 | Speak                           | містер Нек             |
| 2005 | ф | Гра у схованки                  | Hide and Seek                   | Стівен                 |
| 2005 | ф | Добраніч, та нехай щастить      | Good Night, and Good Luck.      | Чарлі Мак              |
| 2005 | ф | Мюнхен                          | Munich                          | войовничий американець |
| 2006 | ф |                                 | The Oh in Ohio                  | Бінкі Тейлор           |
| 2006 | ф |                                 | Jack's Law                      | Рон Бенкс              |
| 2006 | ф |                                 | The Ex                          | полковник              |
| 2008 | ф |                                 | Miracle at St. Anna             | генерал Нед Алмонд     |
| 2009 | ф | Бруклінські копи                | Brooklyn's Finest               | патрульний 1           |
| 2011 | ф | Області темряви                 | Limitless                       | Дональд «Дон» Пірс     |
| 2012 | ф | Захисник                        | Safe                            | капітан Вулф           |
| 2013 | ф | Два стволи                      | 2 Guns                          | Джессап                |
| 2015 | ф | Правдива історія                | True Story                      | Грег Ганлі             |
| 2017 | ф |                                 | Future '38                      | генерал Спортвуд       |
| 2018 | ф | Чорний куклукскланівець         | Чорний куклукскланівець         | шеф Бріджес            |
| 2018 | ф |                                 | Boarding School                 | містер Холкомб         |
| 2021 | ф |                                 | Intrusion                       | детектив Стівен Морс   |
| 2022 | ф |                                 | The Retaliators                 | капітан Брігс          |
| 2022 | ф | Чорна пантера: Ваканда назавжди | Black Panther: Wakanda Forever  | Смітті                 |
| 2023 | ф | Бостонський душитель            | Boston Strangler                | Едді Холланд           |

### Серіали
| Рік       |    | Українська назва                       | Оригінальна назва                  | Роль                                             |
| --------- | -- | -------------------------------------- | ---------------------------------- | ------------------------------------------------ |
| 1986      | с  | Праведник                              | The Equalizer                      | О'Тул (Епізод: "Torn")                           |
| 1995      | с  | Закон і порядок                        | Law & Order                        | Артур «Базз» Пеллі (Епізод: "Act of God")        |
| 1998      | с  | Убивчий відділ                         | Homicide: Life on the Street       | Джеффрі Ендрюс (Епізод: "Abduction")             |
| 1998      | с  | Із Землі на Місяць                     | From the Earth to the Moon         | Вільям Елісон Андерс (2 серії)                   |
| 1998      | тф |                                        | A Bright Shining Lie               | Френк Драммонд                                   |
| 2000—2003 | с  | В'язниця Оз                            | Oz                                 | спеціальний агент Пірс Тейлор (8 серій)          |
| 2001      | с  | Закон і порядок                        | Law & Order                        | агент ФБР Рон Іннес (Епізод: "Brother's Keeper") |
| 2002      | с  | Секс і Місто                           | Sex and the City                   | Вокер Льюіс (2 серії)                            |
| 2002—2015 | с  | Закон і порядок: Спеціальний корпус    | Law & Order: Special Victims Unit  | Ед Такер (19 серій)                              |
| 2003      | с  | C.S.I.: Місце злочину Маямі            | CSI: Miami                         | агент ФБР Джим Ресдон (Епізод: "Blood Brothers") |
| 2004      | с  | Клан Сопрано                           | The Sopranos                       | офіцер Змуйда (Епізод: "Two Tonys")              |
| 2004      | с  | Закон і порядок                        | Law & Order                        | підполковник Мілтон Денбері (Епізод: "Paradigm") |
| 2004—2011 | с  |                                        | Rescue Me                          | Міккі Гевін (54 серії)                           |
| 2006—2007 | с  |                                        | Kidnapped                          | Белловс (10 серій)                               |
| 2007—2012 | с  | Пліткарка                              | Gossip Girl                        | Барт Басс (27 серій)                             |
| 2008      | с  | Покоління вбивць                       | Generation Kill                    | Джеймс Меттіс (3 серії)                          |
| 2008      | с  | Блакитна кров                          | Blue Bloods                        | Джил Хоган (3 серії)                             |
| 2011      | с  | Білий комірець                         | White Collar                       | Патрік О'Лірі (Епізод: "The Dentist of Detroit") |
| 2011—2013 | с  | Особливо небезпечний                   | Person of Interest                 | офіцер Патрік Сіммонс (16 серій)                 |
| 2012      | с  |                                        | NYC 22                             | Денніс Макларен (Епізод: "Thugs and Lovers")     |
| 2012—2013 | с  | Армійські дружини                      | Army Wives                         | генерал-майор Кевін Кларк (16 серій)             |
| 2013      | с  |                                        | Golden Boy                         | Ендрю Лайтстоун (Епізод: "Next Question")        |
| 2014      | с  | Медсестра Джекі                        | Nurse Jackie                       | Дік Річардс (2 серії)                            |
| 2015      | с  |                                        | Allegiance                         | спеціальний агент Брок (8 серій)                 |
| 2015      | с  | Події минулого тижня з Джоном Олівером | Last Week Tonight with John Oliver | коп (Епізод: "Public Defenders")                 |
| 2017      | с  | Події минулого тижня з Джоном Олівером | Last Week Tonight with John Oliver | криміналіст (Епізод: "Forensic Science")         |
| 2019      | с  | Проєкт «Синя книга»                    | Project Blue Book                  | Вільям Ферчайлд (2 серії)                        |
| 2025      | с  | Останні з нас                          | The Last of Us                     | Сет                                              |